# انترتینمنت ۳۰۰
Theory Entertainment LLC که به عنوان اینترتینمنت ۳۰۰ (انگلیسی: 300 Entertainment) تجارت می‌کند، یک شرکت ناشر موسیقی آمریکایی است که توسط لیور کوهن، کوین لیلز، تاد مسکویتز و راجر گلد در سال ۲۰۱۲ تأسیس شده‌است.